# Cylindrolepas darwiniana
Cylindrolepas darwiniana is een zeepokkensoort uit de familie van de Coronulidae. De wetenschappelijke naam van de soort is voor het eerst geldig gepubliceerd in 1916 door Pilsbry.